# XML Binding Language
XBL (XML Binding Language) è un linguaggio di markup basato su XML utilizzato per dichiarare il comportamento e l'aspetto dei XUL-widget ed elementi XML.
XBL è stato sviluppato dal progetto Mozilla per l'uso in Mozilla Application Suite, la lingua non è attualmente descritta da qualsiasi standard formale ed è quindi di proprietà di Mozilla, con la sola attuazione essendo il motore di layout Gecko. XBL 2.0 è l'ultima versione di XBL.